# 大贤水库
大贤水库是中国广西壮族自治区玉林市北流市境内的一座水库，位于金江支流上珍河上，建于1960年。水库正常库容为1418万立方米，集雨面积为27平方千米，海拔为133.52米。